# Ворона. Remake & Remix
Ворона. Remake & Remix — второй ремиксовый альбом певицы Линды, выпущенный на лейбле Кристальная музыка.

## Реакция критики
Капитолина Деловая из «Московского комсомольца» дала альбому положительную оценку. Она называла диск «безусловно, лучшим танцевальным альбомом сезона» и писала: «Второй ремиксовый альбом изначально закладывал в себя
коммерческий успех. Основная часть композиций написана в
безгранично полюбившемся нашему народонаселению пост-дрим-хаусе а
ля Грув (не в том смысле, что у него все содрано, а просто - так же нежно,
тонко, чувственно, мелодично)… … Думаю, этот отличный
танцевальный альбом позволит Линде быть названной кроме всего
прочего и лучшей исполнительницей в области танцевальной музыки за
97-й год». Ремикс на песню «Ворона» был номинирован на премию «Funny House Dance Awards'97» радиостанции Максимум в категории «Ремикс года».

## Список композиций
Слова, музыка, ремиксы — Максим Фадеев.
1. Ворона (remake)
2. Северный ветер (remake)
3. Никогда (remake)
4. Марихуана (remake)
5. Мы (remake)
6. Сидите потише (remake)
7. Никому я тебя не отдам (remake)
8. Ворона 2 (remix)